# System dozoru elektronicznego

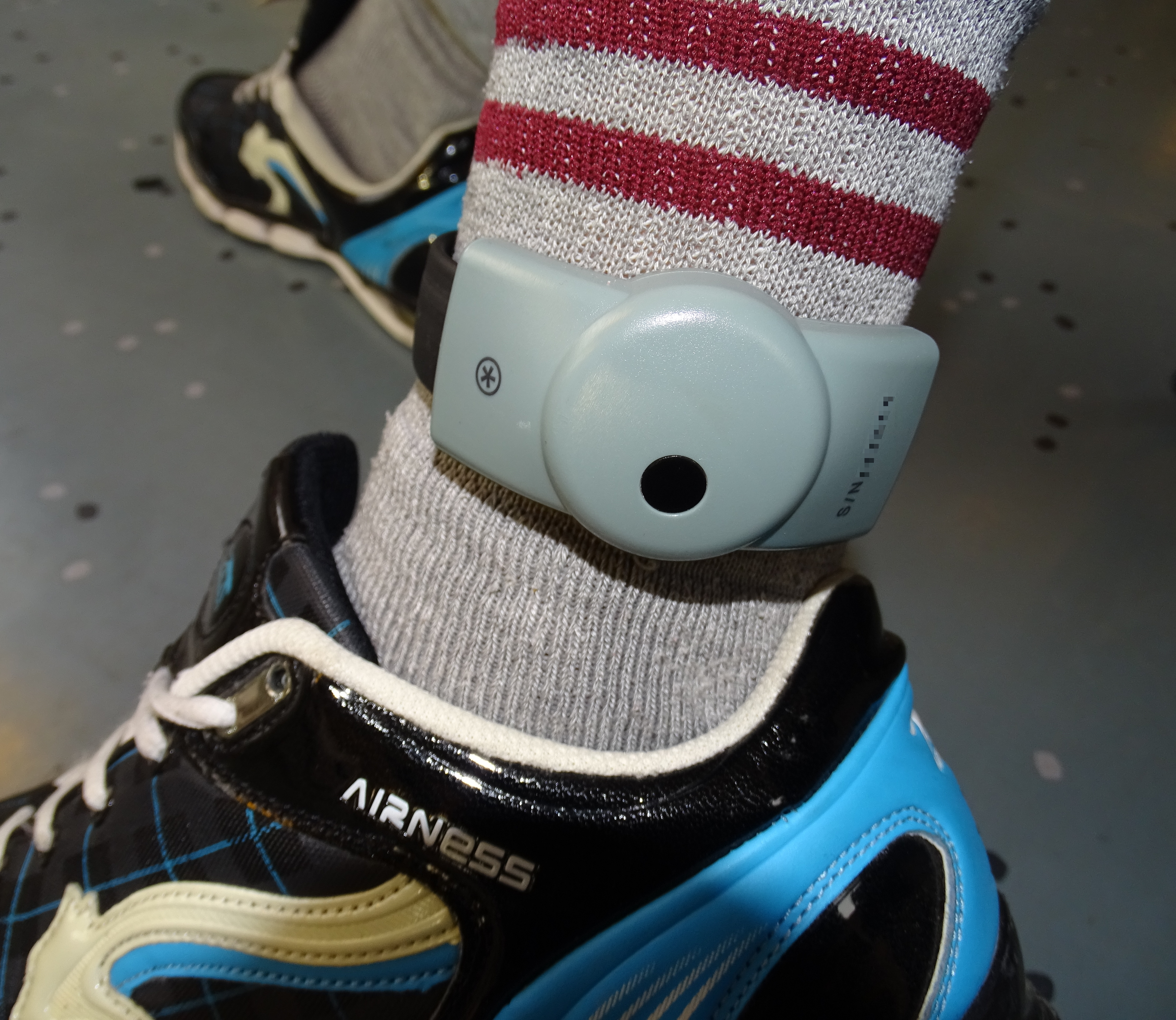
Nadajnik SDE w opasce mocowanej na kostce

System dozoru elektronicznego  (SDE) – rozwiązanie prawne pozwalające na odbywanie kary pozbawienia wolności poza zakładem karnym.

## Historia
System dozoru elektronicznego został wprowadzony w Polsce Ustawą z dnia 7 września 2007 r. o wykonywaniu kary pozbawienia wolności poza zakładem karnym w systemie dozoru elektronicznego. Ustawa weszła w życie dnia 1 września 2009 r. i została uchylona dnia 1 lipca 2015 r.. Przepisy dotyczące dozoru elektronicznego są zawarte w Rozdziale VIIa Kodeksu Karnego Wykonawczego.

## Statystyka
Liczba osób skazanych w Polsce w ramach SDE (stan na 31 grudnia danego roku):
- 2009 – 31
- 2010 – 423
- 2011 – 1911
- 2012 – 4782
- 2013 – 4864
- 2014 – 4690
- 2015 – 3175